# Имре Комора
Имре Комора (мађ. Komora Imre; Будимпешта, 5. јун 1940 — 15. август 2024) био је мађарски фудбалер.
Током клупске каријере играо је за будимпештански Хонвед. За фудбалску репрезентацију Мађарске учествовао је на Купу европских нација 1964. године. Такође је освојио златну медаљу у фудбалу на Летњим олимпијским играма 1964. године.
Касније је служио као селектор мађарске репрезентације 1986. године. Као тренер је са Хонведом освојио три узастопне шампионске титуле, као и Куп Мађарске 1985. године. Био је таст Лајоша Детарија, који је некада био ожењен Коморином ћерком.